# Княжество Байрейт
Княжество Байрейт (нем. Fürstentum Bayreuth) или Бранденбург-Байрейт — имперское княжество в Священной Римской империи с центром в баварском городе Байрейт. До 1604 года данное государство было известно как княжество Кульмбах (нем. Fürstentum Kulmbach) или Бранденбург-Кульмбах. Управлялось представителями дома Гогенцоллернов, носившими титул маркграфов, так как княжество было маркграфством.

## География

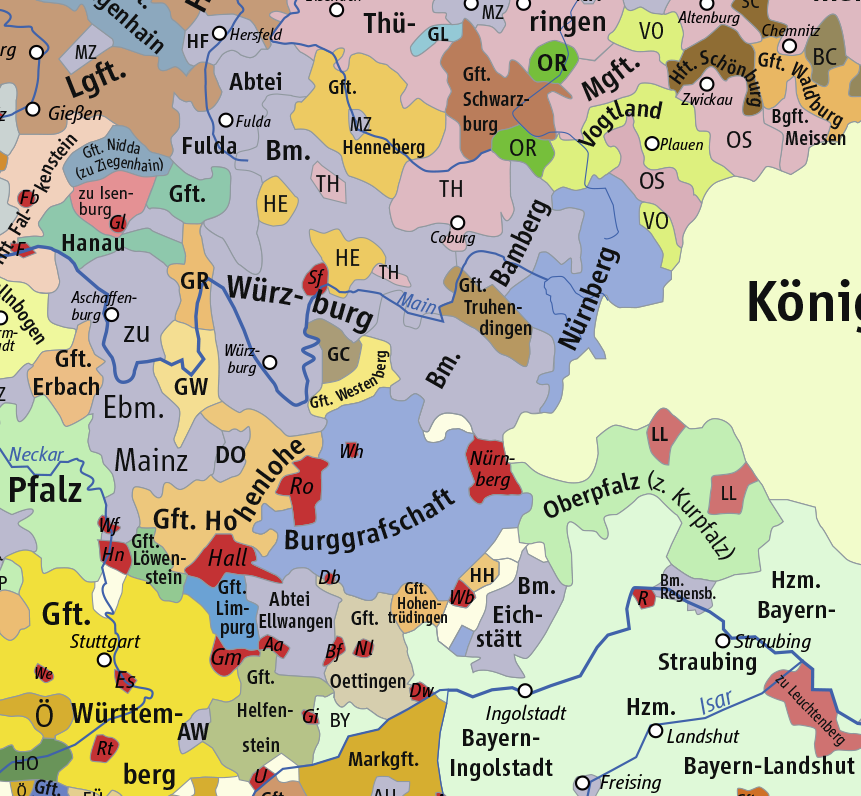
Восточная Франкония в 1400 г.

Княжество Кульмбах-Байройт возникло из северных возвышенностей (Оберланд) бургграфства Нюрнберг, в то время как южные низменности (Унтерланд) образовали княжество Ансбах. Окончательная демаркация границы была урегулирована Регенсбургским договором семейства Гогенцоллернов 1541 г., согласно которому к Байрейте были добавлены некоторые более мелкие территории Унтерланда. Однако он не был связан с основной территорией Оберланда, простирающейся до Франконского леса и гор Фихтельгебирге. Гористая и густо лесистая, большая часть земель имела меньшее сельскохозяйственное назначение, тем не менее полезные ископаемые, преимущественно месторождения железной руды, привели к строительству многочисленных рудников.
Помимо резиденции Байройт, отдельные территории Оберланд и Унтерланд управлялись из Хофа и Нойштадт-ан-дер-Айша.

## История
Княжество было основано после смерти бургграфа Нюрнберга Фридриха V 21 января 1398 года, когда его земли были разделены между двумя его сыновьями. Младший сын, Фридрих, получил княжество Ансбах, а старший, Иоганн, получил Байрейт. После смерти Иоганна 11 июня 1420 года, два княжества были воссоединены Фридрихом, который к тому времени уже стал курфюрстом Бранденбурга, приняв титул Фридрих I.
После смерти Фридриха I 21 сентября 1440 года его владения были разделены между сыновьями: Иоганн Алхимик получил Байрейт (Бранденбург-Кульмбах), Фридрих — Бранденбург, а Альбрехт-Ахилл — Ансбах.

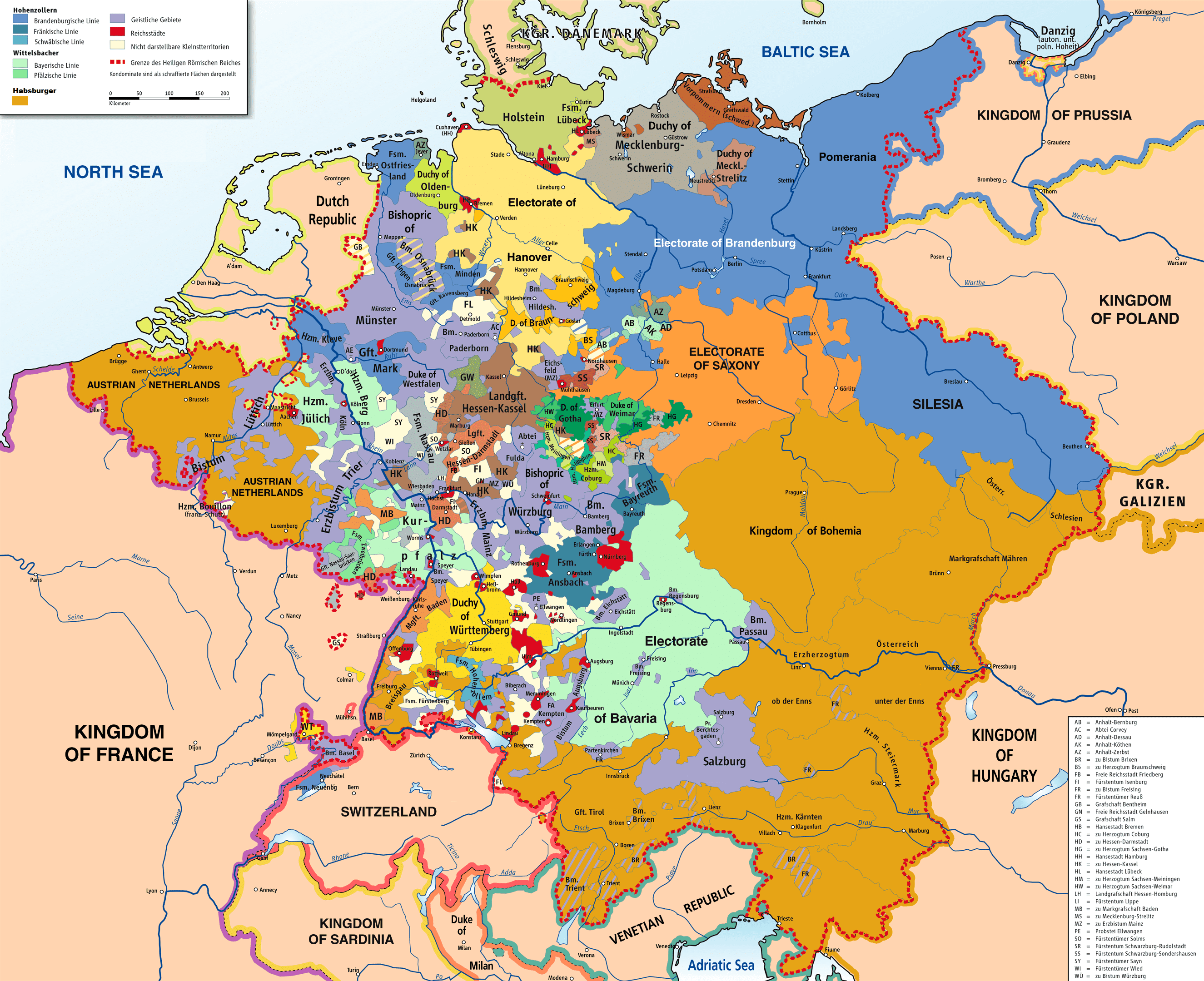
Княжество Байрейт в 1789 г.

Иоганн Алхимик отказался от своих прав в 1457 году, после чего Кульмбах (Байрейт) перешёл его брату, Альбрехту Ахиллу, маркграфу Бранденбурга. Впоследствии Ансбах управлялся младшей линией дома Гогенцоллернов, и его правители обычно назвались маркграфами Бранденбург-Байрейта (несмотря на то, что Байрейт находится довольно далеко от Бранденбурга).

В 1655 году Байрейт был разделён на Бранденбург-Байрейт и Бранденбург-Кульмбах, однако территории были воссоединены в 1726 году после смерти не оставившего законных наследников Георга Вильгельма Бранденбург-Байрейтского. Династическая линия Бранденбург-Байрейта пресеклась 20 января 1769 года со смертью маркграфа Фридриха Кристиана, и Байрейт перешёл Кристиану Фридриху Карлу Александру.

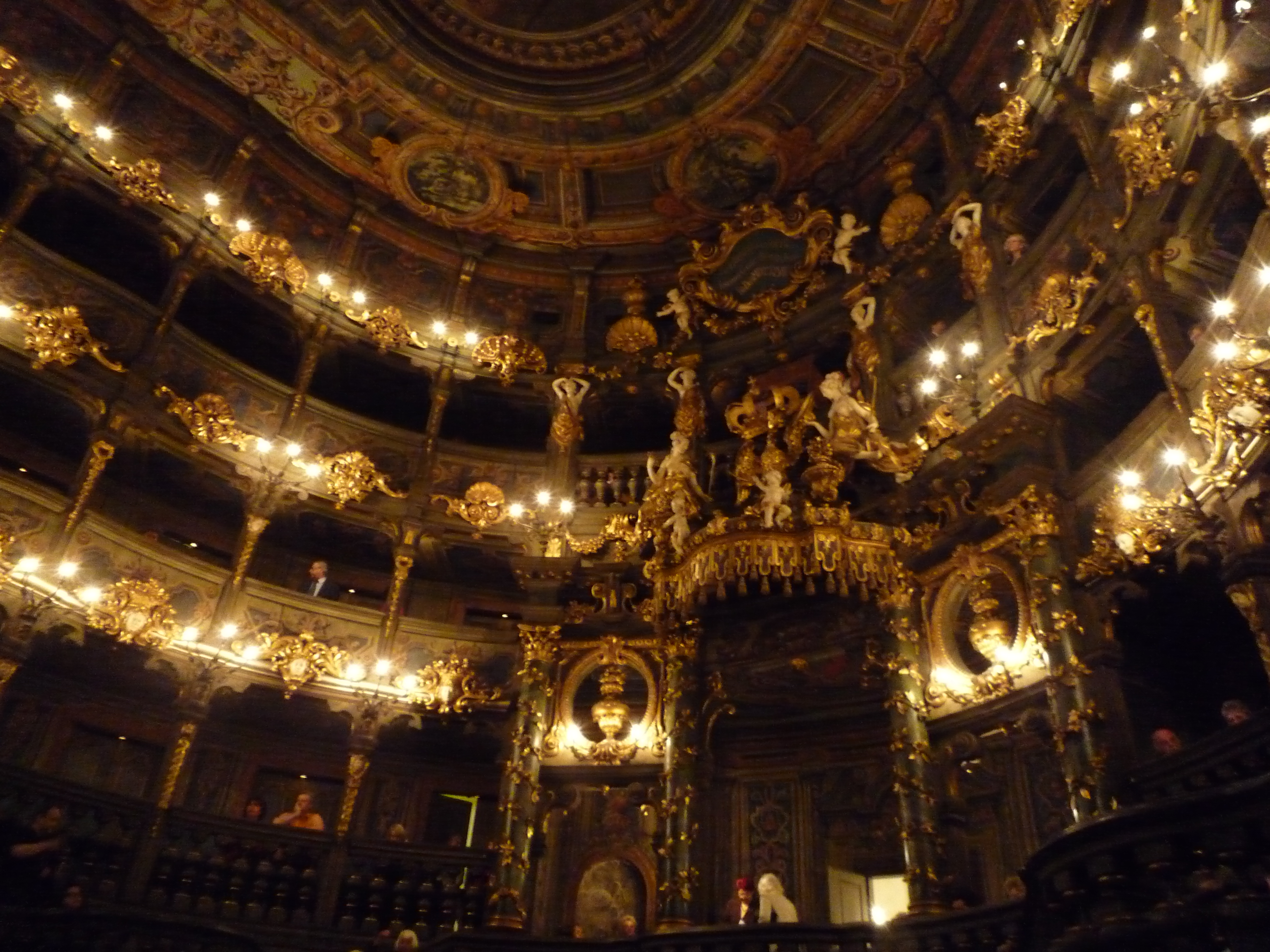
Маркграфский оперный театр — памятник Всемирного наследия

2 декабря 1791 года принц и маркграф Ансбаха Карл Александр, также унаследовавший Байрейт, продал владетельные права на своё княжество прусскому королю Фридриху Вильгельму II. Формально Ансбах был аннексирован 28 января 1792 года., был включён в состав административного района Ансбах-Байрейт, который в 1810 г. перешёл к Баварии.

## Маркграфы Байрейта
| Портрет | Имя                  | Начало правления | Конец правления | Связь с предшественниками.                                                                                   | Комментарий                                                                    |
| ------- | -------------------- | ---------------- | --------------- | --- | ------------------------------------------------------------------------------ |
|         | Иоганн III           | 1398             | 1420            | Сын пфальцграфа Нюрнберг Фридриха V, при разделе наследства которого получил княжество Бранденбург-Кульмбах. |                                                                                |
|         | Фридрих I            | 1420             | 1440            | Брат Иоганна III.                                                                                            | Также бурграф Нюрнберга, маркграф Брандербург-Ансбаха и маркграф Брандербурга. |
|         | Иоганн Алхимик       | 1440             | 1457            | Сын Фридриха I                                                                                               |                                                                                |
|         | Альбрехт III         | 1457             | 1486            | Сын Фридриха I                                                                                               | Также маркграф княжества Ансбах с 1440 года и курфюрст Бранденбурга с 1470 г.  |
|         | Зигмунд              | 1486             | 1495            | Сын Альбрехта III.                                                                                           |                                                                                |
|         | Фридрих III          | 1495             | 1536            | Сын Фридриха I.                                                                                              |                                                                                |
|         | Казимир              | 1515             | 1527            | Сын Фридриха I.                                                                                              |                                                                                |
|         | Альбрехт II Алкивиад | 1527             | 1553            | Сын Казимира.                                                                                                |                                                                                |
|         | Георг Фридрих        | 1553             | 1603            | | Также маркграф Ансбаха (с 1543 г.).                                            |
|         | Кристиан             | 1603             | 1655            | | Основатель младшей линии франконских Гогенцоллернов.                           |
|         | Кристиан Эрнст       | 1655             | 1712            | Внук Кристиана.                                                                                              |                                                                                |
|         | Георг Вильгельм      | 1712             | 1726            | Сын Кристиана-Эрнеста.                                                                                       |                                                                                |
|         | Георг Фридрих Карл   | 1726             | 1735            | Сын Георга Вильгельма.                                                                                       |                                                                                |
|         | Фридрих III          | 1735             | 1763            | Сын Георга Фридриха.                                                                                         |                                                                                |
|         | Фридрих Кристиан     | 1763             | 1769            | Сын Кристиана Генриха.                                                                                       |                                                                                |
|         | Карл Александр       | 1769             | 1792            | | Также маркграф Ансбаха с 1791 г.                                               |